# 1601 az irodalomban
Az 1601. év az irodalomban.

## Új művek
- William Shakespeare: Vízkereszt, vagy amit akartok (Twelfth Night, Or what you will); a Hamlet valószínű bemutatója Londonban

## Születések
- január 8. – Baltasar Gracián spanyol barokk prózaíró († 1658)
- március 7. – Johann Michael Moscherosch szatirikus német író, nevezetes önéletrajzi írása Wunderliche und Wahrhafftige Gesichte Philanders von Sittewald (Sittewaldi Philander csodálatos és igaz élete) 1640-ben jelent meg († 1669)
- július 23. – Szalárdi János erdélyi történetíró († 1666)[1]
- augusztus 22. – Georges de Scudéry francia költő, író, drámaíró († 1667)

## Halálozások
- május 15. – Baranyai Decsi János (Johannes Decius Barovius) műfordító, tudós író, az első magyar közmondásgyűjtő (* 1560)
- 1601. körül – Thomas Nashe angol próza- és drámaíró, az Erzsébet-kor kiemelkedő pamfletírója; az angol pikareszk regény (The Unfortunate Traveller, 1594) megteremtője  (* 1567).[2]